# 娜蒂雅
納迪雅·艾哈邁德·薩姆丁（英語：Nadia Ahmad Samdin，1990年3月22日—）是新加坡律師、政治人物，隸屬人民行動黨。自2020年起擔任宏茂橋集選區（昌山－實里打分區）國會議員，是該屆國會中最年輕的女議員之一。她曾任律師與公共事務顧問，積極關注青年發展、永續環境與社區參與等領域。納迪雅以雙語能力與公共演說見長，並活躍於新加坡多元族群對話與政策推廣平台。

## 經歷
娜蒂雅·艾哈邁德·薩姆丁自小在新加坡成長，曾就讀加東修道院女校與維多利亞初級學院。其後於新加坡管理大學法學院取得法學學士學位，期間積極參與模擬法庭與學生組織。
畢業後，她加入國會秘書處，熟悉國會程序與政策運作，並曾在法律事務所擔任企業與公益法律顧問。其後，她亦投身社會企業與青年發展領域，曾擔任「三部門夥伴」（Tri-Sector Associates）策略顧問，並參與多個社區項目與非營利機構。
她活躍於公共政策與青年事務，曾出任社區基金會成員與國家青年理事會顧問委員。2020年，她代表人民行動黨參選宏茂橋集選區昌山—實里打分區，成功當選為國會議員，並於2025年連任。